# Hulyayivka
Hulyayivka  (ucraniano: Гуляївка) es una localidad del Raión de Berezivka en el Óblast de Odesa de Ucrania. Según el censo de 2001, tiene una población de 418 habitantes.